# هاروكي ميتسودا
هاروكي ميتسودا (باليابانية: 三ッ田 啓希) (مواليد 22 ديسمبر 1997) هو لاعب كرة قدم ياباني.

## وصلات خارجية
- هاروكي ميتسودا على موقع رابطة كرة القدم اليابانية للمحترفين (اليابانية)
- هاروكي ميتسودا على موقع قاعدة بيانات كرة القدم.إي يو (الإنجليزية)
- هاروكي ميتسودا على موقع Soccerway.com (الإنجليزية)
- هاروكي ميتسودا على موقع عالم كرة القدم.نت (الإنجليزية)